# Epiplatys
Epiplatys es un género de peces de agua dulce, de la familia de los notobránquidos en el orden de los ciprinodontiformes, que se distribuyen por ríos de gran parte de la vertiente oeste de África, desde Guinea hasta Angola.

## Hábitat
Viven en ríos y arroyos de la sabana boscosa y en estanques y pantanos de la selva costera del oeste africano.

## Especies
Se conocen unas 36 especies válidas en este género:
- Epiplatys annulatus (Boulenger, 1915)
- Epiplatys ansorgii (Boulenger, 1911)
- Epiplatys atratus Van der Zee, Mbimbi Mayi Munene y Sonnenberg, 2013
- Epiplatys barmoiensis Scheel, 1968
- Epiplatys biafranus Radda, 1970
- Epiplatys bifasciatus (Steindachner, 1881)
- Epiplatys chaperi (Sauvage, 1882)
- Epiplatys chevalieri (Pellegrin, 1904)
- Epiplatys coccinatus Berkenkamp y Etzel, 1982
- Epiplatys dageti Poll, 1953
- Epiplatys duboisi Poll, 1952
- Epiplatys esekanus Scheel, 1968
- Epiplatys etzeli Berkenkamp, 1975
- Epiplatys fasciolatus (Günther, 1866)
- Epiplatys grahami (Boulenger, 1911)
- Epiplatys guineensis Romand, 1994
- Epiplatys hildegardae Berkenkamp, 1978
- Epiplatys huberi (Radda y Pürzl, 1981)
- Epiplatys infrafasciatus (Günther, 1866)
- Epiplatys josianae Berkenkamp y Etzel, 1983
- Epiplatys lamottei Daget, 1954
- Epiplatys longiventralis (Boulenger, 1911)
- Epiplatys maeseni (Poll, 1941)
- Epiplatys mesogramma Huber, 1980
- Epiplatys multifasciatus (Boulenger, 1913)
- Epiplatys neumanni Berkenkamp, 1993
- Epiplatys njalaensis Neumann, 1976
- Epiplatys olbrechtsi Poll, 1941
- Epiplatys phoeniceps Huber, 1980
- Epiplatys roloffi Romand, 1978
- Epiplatys ruhkopfi Berkenkamp y Etzel, 1980
- Epiplatys sangmelinensis (Ahl, 1928)
- Epiplatys sexfasciatus Gill, 1862
- Epiplatys singa (Boulenger, 1899)
- Epiplatys spilargyreius (Duméril, 1861)
- Epiplatys togolensis Loiselle, 1971